# كينجي كابريرا
كينجي كابريرا (بالإسبانية: Kenji Cabrera)‏ هو لاعب كرة قدم بيروفي وياباني، ولد في 27 يناير 2003 في شيغا في اليابان.